# Meteor (Automarke, Missouri)
Meteor war eine US-amerikanische Automobilmarke. Der Hersteller Lemon Automobile and Manufacturing Company war von 1904 bis 1905 in St. Louis (Missouri) ansässig.

## Beschreibung
Da man den Wagen der Firma nicht „Lemon“ (dt.: Zitrone) nennen wollte, entschied man sich für „Meteor“. Auch diese Wahl war nicht besonders glücklich, da es bereits Automobile mit diesem Namen in den USA gab bzw. gegeben hatte. Gefertigt wurde ein hochrädriger Surrey, der vier Personen auf zwei Sitzbänken Platz bot.
1905 wurde die Automobilfertigung eingestellt.